# جغرافیای کویت

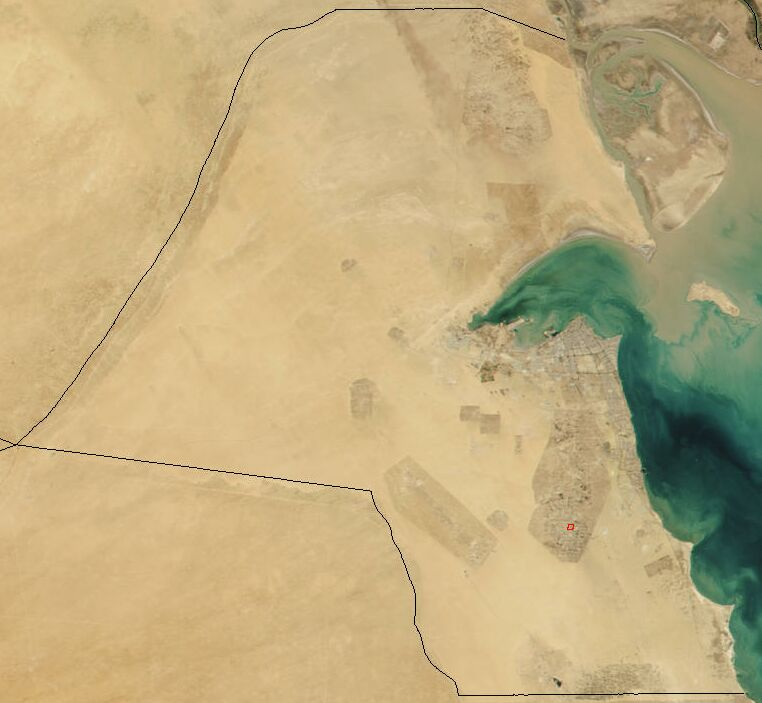
تصویر ماهواره‌ای از کشور کویت. سال ۲۰۰۱

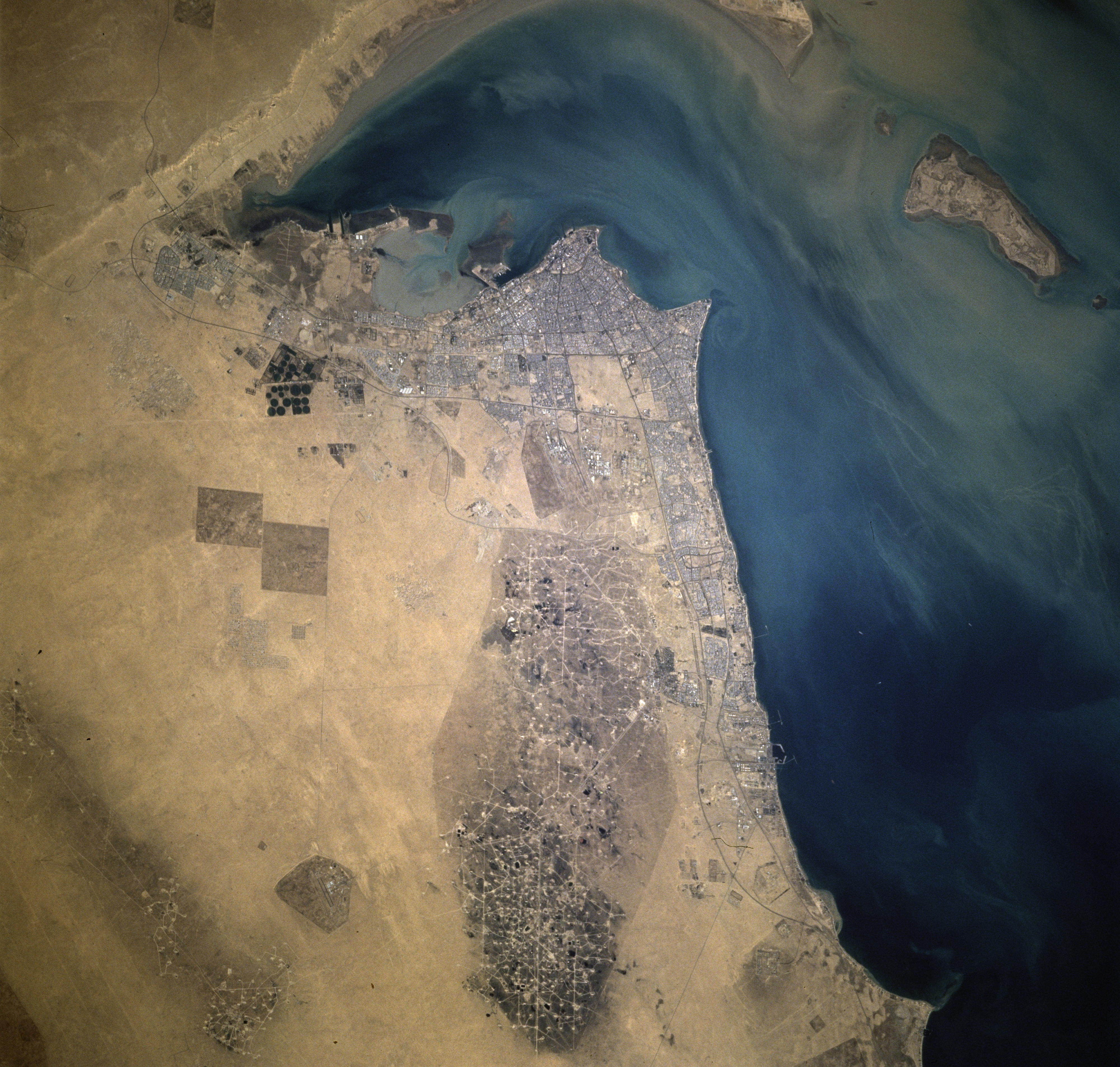
تصویر ماهواره‌ای از شهر کویت. سال ۱۹۹۶

گستره این کشور ۱۷٬۸۱۸ کیلومتر مربع است و ۴۶۲ کیلومتر خط ساحلی دارد. بلندای کمینه آن صفر متر (همسطح با خلیج فارس) و بلندای بیشینه آن ۳۰۶ متر (منطقه صحرایی) است. منابع طبیعی کویت عبارتند از نفت، ماهی و میگو، گاز طبیعی. جایگاه گیتاشناسی کویت ۲۹ ۳۰ شمالی و ۴۵ ۴۵ خاوری است.
تابستان‌های کویت بسیار گرم و زمستان آن کمابیش سرد است و دمای شب و روز اختلاف بسیار زیادی دارد.
کویت با گستره ۸۱۸/۱۷ کیلومترمربع و جمعیت نزدیک به سه میلیون نفر در شمال شبه جزیره عربستان و شمال باختری خلیج فارس بین ۸ و ۳۰ درجه پهنای جغرافیایی و ۴۶و۴۸ درجه درازای خاوری قرار گرفته و از شمال به عراق، از جنوب به عربستان سعودی و از خلود به خلیج فارس محدود است. کویت سرزمینی است هموار و بیابانی که سطح آن پوشیده از ماسه است و پدیده‌های طبیعی چون کوه‌ها و رودها در آن وجود ندارد. از آنجا که فعالیت‌های سیاسی، اقتصادی، اجتماعی و غیره پیرامون شهر (کویت) می‌چرخد، از نظر مساحت و جمعیت می‌توان مفهوم دولت‌شهر را بر کویت نهاد.
کویت همواره مرکز مهمی برای کشتیرانی و بازرگانی دریایی بوده است. این کشور در کرانه‌های خلیج فارس دارای جزیره‌های بسیاری است.
جزیره‌های تابع استان جهراء عبارتند از: بوبیان و وربه. جزیره‌های تابع استان عاصمه (پایتخت) عبارتند از: فیلکه، کبر، عوهه، ام‌المرادم، مسکان، قاروه، و ام‌النمل.
مُطلاع یک رشته از ارتفاعات است که به عنوان ورودی جهرا در نظر گرفته می‌شود و از جمله مناطقی از استان جهرا در غرب کویت است. ارتفاعات مطلاع یکی از برجسته‌ترین ویژگی‌های جغرافیایی جلوه‌های سطح در جهرا است.
کویت در خلیج فارس ۱۹۵ کیلومتر خط ساحلی دارد. در قلمرو کویت ۹ جزیره وجود دارد که دو تای آنها، بوبیان (بزرگ‌ترین) و وربه، عمدتاً غیرمسکونی‌اند اما از نظر استراتژیک دارای اهمیت هستند.
به دلیل جنگ عراق و کویت، بسیاری از مردم خانه‌های خود را در جزایر کویت ترک کردند و از آن زمان به خانه‌های خود بازنگشته‌اند.
بارزترین ویژگی جغرافیایی کویت خلیج کویت است که که یک فرورفتگی حدوداً چهل کیلومتری در خط ساحلی خلیج فارس ایجاد کرده است. این خلیج حفاظتی طبیعی برای بندر کویت فراهم کرده و تقریباً نیمی از طول سواحل این کشور را تشکیل می‌دهد.

## مرزها

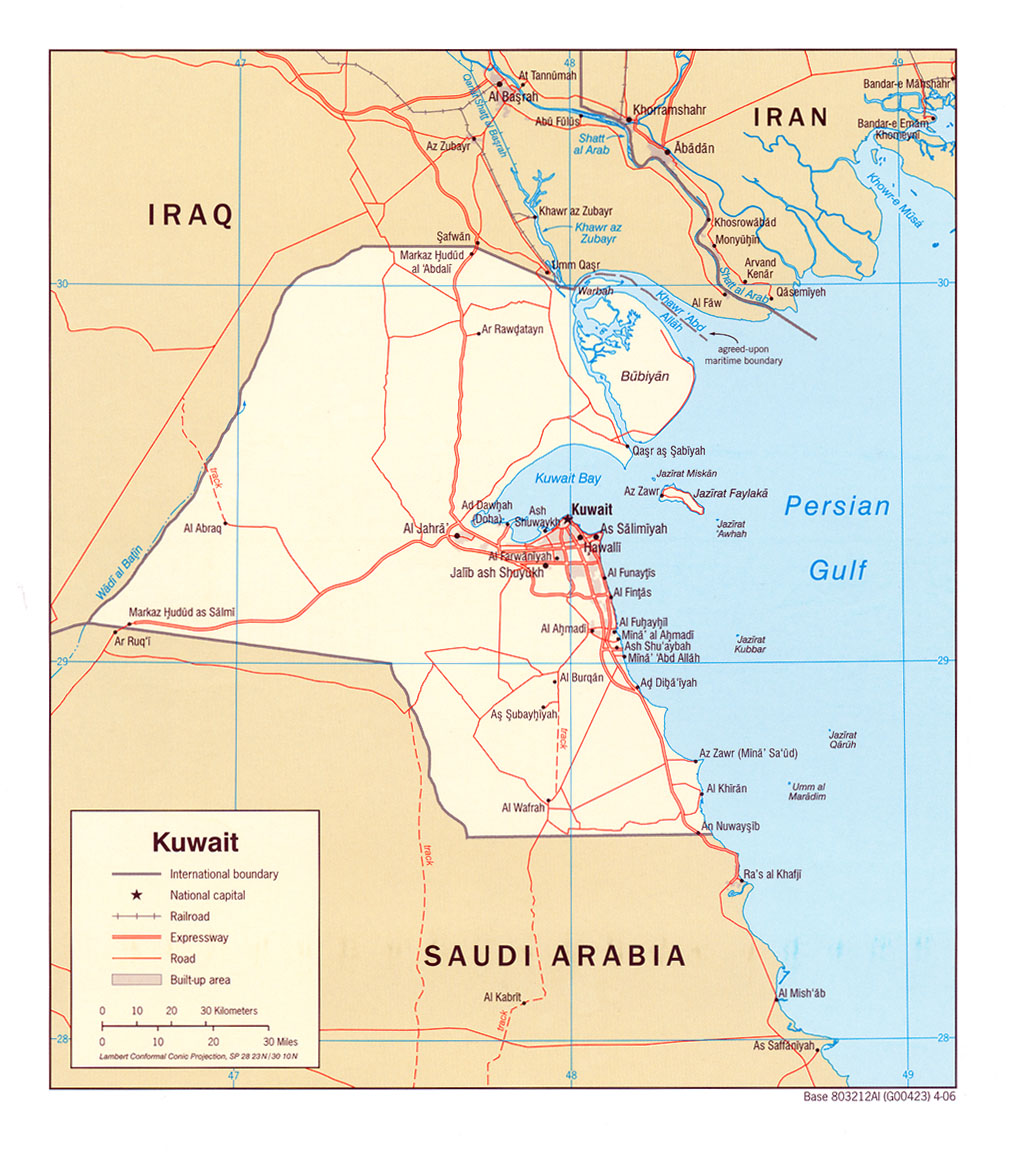
نقشه جغرافیایی کویت دارای مرز خاکی با کشورهای عربستان، عراق و مرز آبی با ایران

از سمت جنوب و غرب، کویت مرز مشترک ۲۵۰ کیلومتری با عربستان سعودی دارد. مرز بین کویت و عربستان سعودی در سال ۱۹۲۲ با پیمان العُقیر تعیین شد، که همچنین منطقه خنثی سعودی-کویتی را نیز به فاصله ۵۷۰۰ کیلومتر مربع بین دو کشور برقرار کرد. در سال ۱۹۶۶، کویت و عربستان سعودی توافق کردند که این منطقه بی‌طرف را تقسیم کنند. توافقنامه تقسیم‌بندی که هر کشور مسئولیت اداره بخش خود را عهده‌دار شد، در دسامبر ۱۹۶۹ امضا شد. منابع موجود در این منطقه، که اکنون به عنوان منطقه تقسیم‌شده شناخته می‌شوند، تحت تأثیر این توافق نیستند. نفت میدان‌های خشکی و دریایی این منطقه همچنان به‌طور مساوی بین دو کشور تقسیم می‌شود.
سومین ضلع این کشور مثلثی‌شکل، مرز ۲۴۰ کیلومتری مورد اختلاف بین کویت و عراق است. اگرچه دولت عراق که برای اولین بار ادعای حاکمیت کویت را در سال ۱۹۳۸ مطرح کرده بود، مرزهای با کویت را در سال ۱۹۶۳ به رسمیت شناخت (براساس توافقات انجام شده در اوایل قرن)، اما همچنان کویت را برای کنترل جزایر بوبیان و وربه طی دهه‌های ۱۹۶۰ و ۱۹۷۰ تحت فشار قرار می‌داد.
در اوت ۱۹۹۰، عراق به کویت حمله کرد و اندکی پس از آن، تمام کشور را به‌طور رسمی ضمیمه عراق کرد. طبق قطعنامه ۶۸۷ شورای امنیت سازمان ملل متحد، پس از احیای حاکمیت کویت در ۱۹۹۱، یک کمیسیون سازمان ملل براساس موارد قبلاً موافقت‌شده در سال ۱۹۶۳، تعیین مرزهای رسمی دو کشور را برعهده گرفت. این مرز در سال ۱۹۹۲ مشخص شد، اما عراق از پذیرش یافته‌های کمیسیون خودداری می‌کند.

## بندرها
بندرهای مهم کویت عبارتند از:
الف) بندر الاحمدی: بندر الاحمدی بزرگ‌ترین بندر نفتی کویت است که دارای چهار لنگرگاه است. اسکله شمالی بندر الاحمدی می‌تواند هم برای صادرات نفت خام و هم فراورده‌های پالایش شده مورد استفاده قرار گیرد.
ب) بندر شعیبه: دومین بندر بزرگ کویت، شعیبه است. دارای لنگرگاه‌های ویژه کالاهای بازرگانی، کانتینر و لنگرگاه ویژه فراورده‌های نفتی است که به دست سازمان ملی نفت کویت اداره می‌گردد.
ج) بندر شویخ: این بندر قدیمی‌ترین بندر بازرگانی کویت است که می‌تواند کشتی‌های گوناگون با آبخور ۵/۷ متر را در هر زمان و با آبخور ۵/۹ متر را فقط در وضعیت بیشینه مد آب بپذیرد.
د) بندر الزور: بندر الزور (میناء المسعود) چهارمین بندر نفتی کویت است که صادرات نفت منطقه بیطرف یا مقسومه را انجام می‌دهد.
ح) بندر دوحه: بندری کوچک است که در سال ۱۹۸۱ برای قایقها و لنجهای باری ساحلی که بین کشورهای منطقه خلیج پارس کالاهای سبک جابجا می‌نمودند، ساخته شد. عمق آب در آن به ۳/۴ متر می‌رسد.
ج) بندر عبدالله: بندر عبدالله در سال ۱۹۵۴ جهت صادرات فراورده‌های نفتی پالایشگاه میناء عبدالله ساخته شد که دارای دو اسکله در عمق دو مایلی کرانه دریا است.

## آب‌وهوا
کویت آب و هوایی خشک دارد. در کویت بین دمای زمستان و تابستان اختلاف زیادی وجود دارد. میزان بارندگی در این کشور از ۷۵ تا ۱۵۰ میلی‌متر در سال متغیر است. در کم‌ترین حالت میزان بارندگی ۲۵ میلیمتر و در حالت حداکثری ۳۲۵ میلی‌متر در سال هم ثبت شده است.
در تابستان، میانگین دمای روزانه بین ۴۲ تا ۴۸ درجه سانتی‌گراد است. بالاترین درجه حرارت ثبت شده در کویت ۵۴ درجه سانتی‌گراد است که در ۲۱ ژوئیه ۲۰۱۶ در مطربه ثبت شد و در میان دماهای حداکثری هوا که در جهان ثبت شده در جایگاه سوم قرار دارد. تابستان‌های کویت بسیار طولانی هستند و توفان‌های گرد و غبار قابل توجهی در مارس و آوریل در آن رخ می‌دهد و بادهای شمال غربی شهرها را با شن و ماسه می‌پوشانند. در اواخر تابستان رطوبت هوا بیشتر است. در پایان ماه اکتبر، هوای گرم پایان می‌یابد و هوای سرد زمستانی آغاز می‌شود به طوری که دمای هوا تا منفی ۶ درجه سانتی‌گراد در شب کاهش می‌یابد. از طرف دیگر، دمای روز بین ۱۰ تا ۱۷ درجه سانتی‌گراد است. در این زمان، رعد و برق‌های کوتاه اما قوی رخ می‌دهد.
یخبندان هنگامی اتفاق می‌افتد که درجه حرارت به زیر ۵ درجه سانتیگراد پایین می‌آید. زمستان کویت از سایر کشورهای خلیج فارس مانند بحرین، قطر یا امارات متحده عربی سردتر است. کویت هوای سردتری را تجربه می‌کند زیرا موقعیت آن از کشورهای یادشده شمالی‌تر است و همچنین بادهای سردی به آن از سمت عراق و ایران می‌وزد. در کویت بارندگی معمولاً از اکتبر تا آوریل (بیشتر در ماه نوامبر) اتفاق می‌افتد.
گرمایش جهانی یک نگرانی فزاینده برای کویت است و در سال ۲۰۱۶، این شهر دمای ۵۴ درجه سانتی‌گراد را که بالاترین میزان دمای در ۷۶ سال گذشته روی زمین است، ثبت کرد. با افزایش فزاینده تعداد روزهای با دمای بالاتر از ۵۰ درجه، سازمان محیط زیست کویت می‌گوید بخش‌های بزرگی از کشور در آینده غیرقابل سکونت خواهند بود، زیرا بخش‌هایی از کویت در مقایسه با میانگین تاریخی، از سال ۲۰۷۱ تا ۲۱۰۰، ۴٫۵ درجه گرم‌تر می‌شود. گرمای روزافزون در کویت تأثیرات وخیمی بر حیات وحش گذاشته و یافتن پرندگان مرده از گرما روی پشت بام‌ها، و مرگ روزافزون گربه‌های ولگرد و روباه‌های صحرایی در این کشور در حال حاضر در ماه‌های تابستان یک منظره رایج شده است.

## تقسیمات کشوری
کویت از لحاظ تقسیم‌بندی اداری دارای ۵ استان است که هریک از آنها توسط فرمانداری که از سوی امیر منصوب می‌شود، اداره می‌گردد. این پنج استان عبارتند از: استان مرکزی (العاصمه)، استان الحوالی، استان الاحمدی، استان الجهراء و استان الفرونیه.

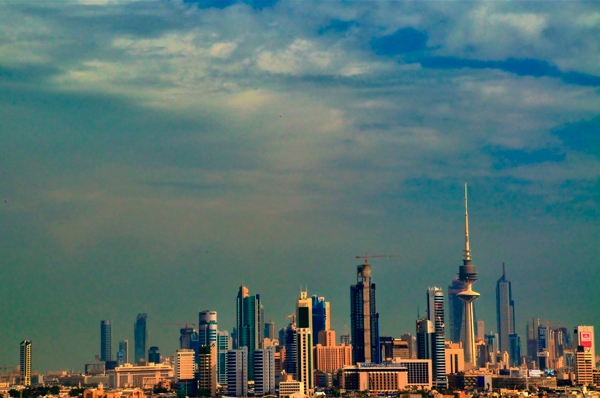
دورنمای مرکز شهر کویت

کشور کویت به شش استان زیر بخش شده است:
| ۱- استان جهرا           |
| ۲- استان عاصمه (پایتخت) |
| ۳- استان فروانیه        |
| ۴- استان حولی           |
| ۵- استان مبارک‌الکبیر    |
| ۶- استان احمدی          |